# 佐山公一
佐山 公一（さやま こういち、1961年10月25日 - ）は、日本の心理学者、小樽商科大学商学部社会情報学科教授。研究分野は認知科学，認知心理学，認知言語学。

## 来歴
北海道出身。開成学園、北海道大学卒。